# 韦永义
韦永义（1908年6月10日—1999年6月10日）江苏丹阳县人。1937年8月参加革命。1939年5月经陈毅介绍加入中国共产党。曾任江苏省人民检察院检察长、省委政法委副书记、省政协副主席等职。1999年6月10日在南京逝世。

## 生平
韦永义是江苏省丹阳县练湖后东岗村人。早年担任丹阳县抗日自卫总团政治处主任，江南抗日义勇军挺进纵队第三支队司令员，新四军挺进纵队四团团长，镇江、丹阳、武进、溧阳四县抗敌委员会副主任兼军事科科长。1941年，历任苏南五专署专员，新四军第六师西路保安司令部司令员，新四军苏中军区第五军分区司令员。第二次国共内战时期，历任华东军区警备第七旅政治委员（旅长吴光明），中共苏中二地委书记，中共镇江地委副书记、书记，镇江军分区政治委员。
中华人民共和国成立后，曾任苏南区党委工业部部长，苏南总工会副主席、主席苏南行署劳动局局长。1953年，历任中共无锡市委书记兼无锡军分区政治委员，中共江苏省委常委兼组织部部长、政法部部长。1956年8月，补选为江苏省副省长。1979年后，担任江苏省人民检察院检察长，江苏省政法委员会副书记。1983年，当选为江苏省政协副主席。